# هانا فراي
هانا فراي (بالإنجليزية: Hannah Fry)‏ (مواليد 21 فبراير 1984) عالمة رياضيات ومؤلفة ومحاضرة ومقدمة برامج تلفزيونية وبودكاست بريطانية. يتضمن عملها دراسة أنماط السلوك البشري، مثل العلاقات بين الأشخاص والمواعدة وكيف يمكن أن تنطبق عليها الرياضيات.

## مسيرته
درست الرياضيات في كلية لندن الجامعية، وحصلت على درجة الدكتوراه في جريان الموائع في عام 2011.

## روابط خارجية
- هانا فراي على موقع IMDb (الإنجليزية)
- هانا فراي على موقع ميوزك برينز (الإنجليزية)
- هانا فراي على موقع قاعدة بيانات الفيلم (الإنجليزية)